# Jean Demélier
Jean Demélier est un écrivain, poète, dessinateur et peintre français né à Poitiers en 1940 et mort à Paris en 2023.

## Biographie
Il a vécu à Avignon, puis à Paris.

## Romans
- Le Rêve de Job - Gallimard 1971
- Le Sourire de Jonas - Gallimard 1975
- La Constellation des Chiens - Gallimard 1976
- Le Miroir de Janus - Gallimard 1977
- Le Jugement de Poitiers - Ramsay 1978
- Les nouvelles lettres de mon Moulin - Gallimard 1982
- Le métro du bout du monde - Balland 1984
- Gens de la rue - Gallimard 1971

## Livres d'art et dessins
- Sketchbook - Oasis books - Londres, 1974
- Croquis - Jacques Bremond - Villeneuve-lès-Avignon, 1980
- Le Tourneur de têtes - Poitiers, 1981
- Dénature - Sérigraphies René Vidal, 1974
- L'Astronome biologique - Sérigraphies de Daniel Mohen 1975
- Nutation - Sérigraphies de Robert Einbeck, 1980
- Chair Muette - Lithographies de Daniel Mohen, 1978
- Dernière Fenêtre - Sculpture de Michel Gérard, 1982
- Première Éclaboussure - Sculpture de Michel Gérard, 1982
- La naissance de l’Ange - Lithographies d’Abraham Hadad, 1985
- Toupie de Chair - eaux-fortes d'Alexandre Bonnier, 1985
- Solution de Continuité - Gravures Jan Arons, Amsterdam, 1988
- Il neige dans ma nuit - Galerie édition Diane Manière, 1988
- Passage d’Amour - Lithographies de Jacqueline Blewanus, 1989
- Fleuve - Lithographies de Daniel Mohen, 1990
- Betalpha - Illustrations Jack Vanarsky, 1990
- Livre Leur - Jacqueline Blewanus, 1996
- Chose - Jacqueline Blewanus, 1999
- Agape - Poèmes et illustrations de Jean Demélier et Louise Girardin, 2001

## Pièces radiophoniques (France Culture)
- Echo
- Pulsion
- Hemomixia
- Narcisse
- Autoportrait dans une oreille
- Toilette
- Ainsi vous voulez écouter une pièce radiophonique ?

## Essais (édition René Baudouin Mona Lisait)
- Brefs prolégoménes à un système politique prochain 1997
- L'Ange et Moi 1998
- Le nouveau Code Noir 1998
- Théâtre : Sur la Plage (Avignon) 1997